# Baix Arieja
El Baix Arieja (en occità Bassa Arièja) és un Parçan o comarca d'Occitània situada al Llenguadoc. La seva vila principal és Pàmies.
Segons la proposta de divisió territorial d'Occitània del diari Jornalet, basada en l'obra de Frederic Zégierman Le Guide des pays de France, el Baix Arieja estaria ubicat a la regió del Llenguadoc, subregió del Comtat de Foix.
El Baix Arieja es situa al nord de la sub-regió del Comtat de Foix. Sorgeix de la integració de dos comarques històriques: el Pedaguès (Pedagués, antigament Podagués) i l'Agarnaguès (Agarnagués). El Pedaguès es situa al nord-oest del comtat de Foix, entre les valls dels rius Lesa, Arisa i Arieja, al marge esquerre d'aquest darrere, mentre que l'Agarnaguès es situa al marge dret (nord-est del comtat de Foix). El Pedagués és dominat per tèrrafòrts (terrasses accidentades de sòls argilo-calcaris, pesats però fèrtils) i consta de poca població: la seva vila principal es Lo Mas d'Asilh, amb 1.236 habitants, el 2022. Ja l'Agarnaguès s'hi contraposa com un pla força poblat al voltant de Pàmies, vila amb 16.502 habitants, el 2022.
Oficialment, les comunes del Baix Arieja estan ubicats al nord del departament francès de l'Arieja.